# Hector, Arkansas
Hector är en ort i Pope County i delstaten Arkansas, USA.